# Kraljevac
Kraljevac – wieś w Chorwacji, w żupanii bielowarsko-bilogorskiej, w gminie Rovišće. W 2011 roku liczyła 402 mieszkańców.